# 哈玛尔太淖
哈玛尔太淖是一个位于中国内蒙古自治区伊克昭盟的盐湖，面积约为2.2平方千米，属于蒙新高原区。它的一级流域为内流区诸河，二级流域为鄂尔多斯内流区。